# Geraldine Gutiérrez de Wienken

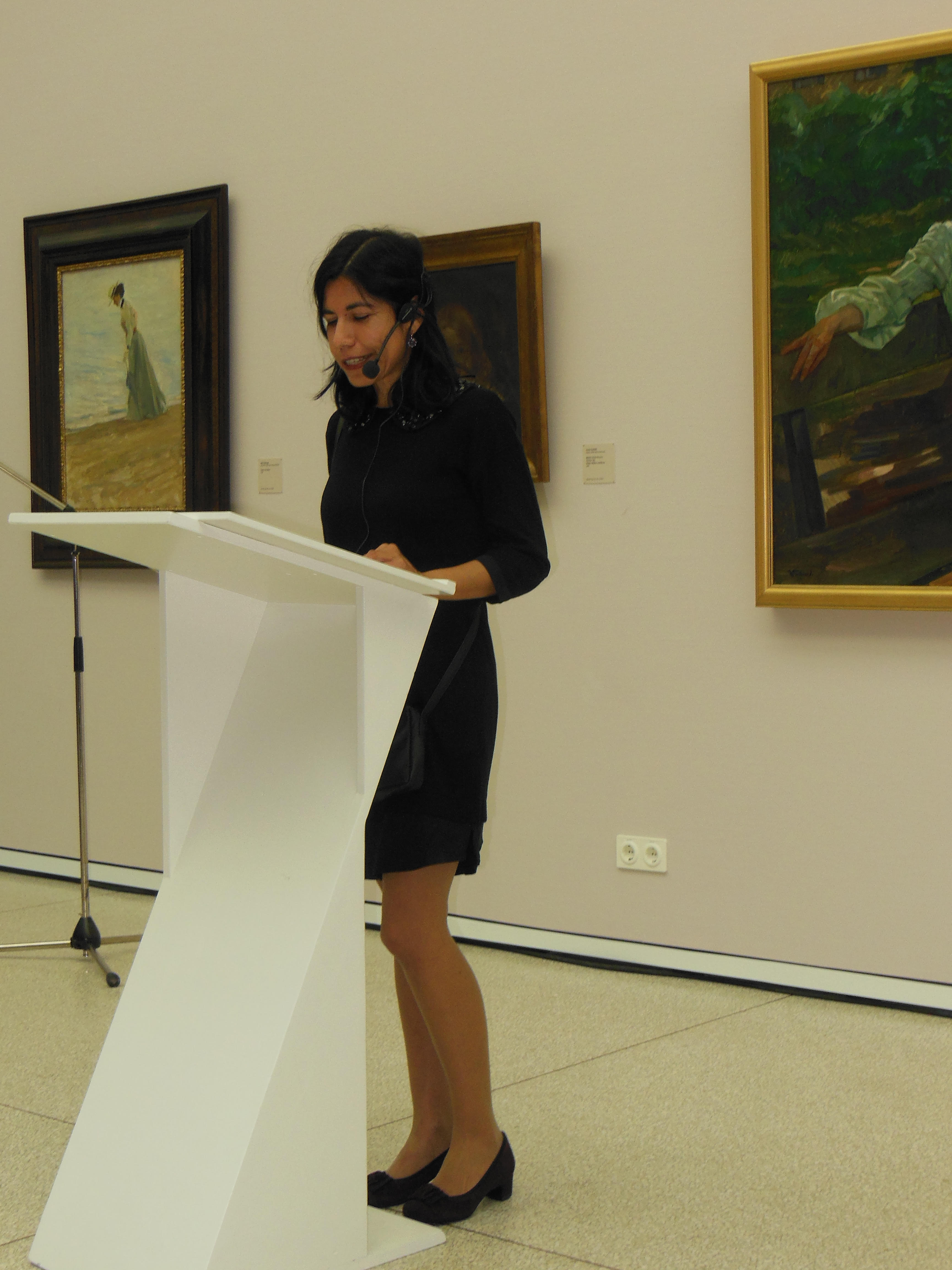
Geraldine Gutiérrez de Wienken

Geraldine Gutiérrez-Wienken (* 1966 in Ciudad Guayana, Venezuela) ist eine venezolanische Dichterin, Kuratorin und literarische Übersetzerin. 

## Leben
Gutiérrez-Wienken studierte Zahnmedizin an der Universidad Central de Venezuela sowie Deutsche Philologie und Soziologie an der Universität Heidelberg, wo sie mit einer Arbeit über „Die Welle als Symbol in Kunst und Literatur“ promoviert wurde. Sie ist als Lyrikerin, Übersetzerin und Herausgeberin sowie Redakteurin und Moderatorin der Radiosendung Poesía beim Bermudafunk Mannheim in Erscheinung getreten. 
Geraldine Gutiérrez-Wienken lebt und arbeitet nach Aufenthalten in Südamerika und den USA seit Ende der 1990er Jahre in Heidelberg.

## Werke (Auswahl)

### Spanischsprachige Lyriktitel
- Espantando Elefantes. La Liebre Libre, Maracay 1994
- Con alma de cine. Ayuntamiento de Ciudad Real 2008
- Castañas de confianza. Ed. Eclepsidra, Caracas 2013

### Deutschsprachige Herausgaben und Übersetzungen
- Die Welle. Zauber der Bewegung. Kunst aus fünf Jahrhunderten (Eine Ausstellung des Kurpfälzischen Museums der Stadt Heidelberg vom 5. Oktober 2008 bis zum 11. Januar 2009), Verlag Das Wunderhorn, Heidelberg 2008 ISBN 978-3-88423-316-0
- Kirschblütenträume. Japans Einfluss auf die Kunst der Moderne (Eine Ausstellung des Kurpfälzischen Museums der Stadt Heidelberg vom 7. Oktober 2012 bis zum 10. Februar 2013), Verlag Das Wunderhorn, Heidelberg 2012 ISBN 978-3-88423-423-5
- Schiffbrüche und Idyllen. Mensch, Natur und die vergängliche, fließende Welt in Ost und West. Das Symposium, hrsg. v. Hans-Günther Schwarz, Geraldine Gutiérrez-Wienken u. a., Iudicium, München 2014
- Rafael Cadenas: Klagelieder im Gepäck. Gedichte (gemeinsam mit Marcus Roloff), parasitenpresse, Köln 2018 ISBN 978-3-947676-18-7
- Adalber Salas Hernández: Die Zukunft nutzt sich ab durch Gebrauch. Gedichte (gemeinsam mit Marcus Roloff), hochroth Verlag, Heidelberg 2019 ISBN 978-3-903182-44-8

## Auszeichnungen
- XI. Premio de Poesía Excmo. del Ayto. de Ciudad Real, 2008
- Merck-Stipendium Darmstadt, 2018
- Stipendium „extensiv initiativ“ des  Deutschen Übersetzerfonds, 2020